# Schillonie Calvert
Schillonie Calvert (née le 27 juillet 1988) est une athlète jamaïcaine, spécialiste des épreuves de sprint.

## Biographie
Elle participe aux séries du relais 4 × 100 m des Jeux olympiques de 2012, à Londres, et permet à l'équipe de Jamaïque d'accéder à la finale.

## Palmarès
| Date | Compétition               | Lieu    | Résultat | Épreuve   | Temps   |
| ---- | ------------------------- | ------- | -------- | --------- | ------- |
| 2012 | Jeux olympiques           | Londres | 2e       | 4 × 100 m | séries  |
| 2013 | Championnats du monde     | Moscou  | 1re      | 4 × 100 m | 41 s 41 |
| 2014 | Relais mondiaux de l'IAAF | Nassau  | 2e       | 4 × 100 m | 42 s 28 |
| 2014 | Jeux du Commonwealth      | Glasgow | 1re      | 4 × 100 m | 41 s 83 |
| 2015 | Relais mondiaux de l'IAAF | Nassau  | 1re      | 4 × 100 m | 42 s 14 |
| 2015 | Jeux panaméricains        | Toronto | 2e       | 4 x 100 m | 42 s 68 |
| 2019 | Jeux panaméricains        | Lima    | 5e       | 4 x 100 m | 43 s 74 |

## Records
| Épreuve | Performance | Lieu             | Date                     |
| ------- | ----------- | ---------------- | ------------------------ |
| 100 m   | 11 s 05     | Hengelo Kingston | 29 mai 2011 29 juin 2012 |